# Thác Nặm Tạu
Thác Nặm Tạu hay thác Nậm Tạu là thác trên suối Khau Đeng ở vùng đất bản Nậm Tạu xã Đức Xuân huyện Bắc Quang tỉnh Hà Giang, Việt Nam.
Thác Nặm Tạu được Bộ Văn hóa, Thể thao và Du lịch xếp hạng là di tích quốc gia tại Quyết định số 5384/QĐ-BVHTTDL năm 2018.

## Vị trí
Thác Nặm Tạu đặt tên theo bản Nậm Tạu ở nơi có dòng suối Nậm Tạu. Suối này cùng với suối Khau Đeng bắt nguồn từ núi Khau Đeng cao từ 500 đến 1300 m ở xã Đức Xuân, hợp lưu chảy về hướng đông bắc và đổ vào ngòi Ba.
Tiếp cận thác bằng cách đến theo Quốc lộ 279 ở vùng giáp ranh Hà Giang - Tuyên Quang. Tại Ngã ba Làng Hoa 22°22′48″B 105°03′16″Đ / 22,379938°B 105,054451°Đ xã Liên Hiệp rẽ sang đường liên xã cỡ 7 km về hướng nam để đến trung tâm hành chính xã Đức Xuân. Từ trung tâm xã đi tiếp 3,5 km hướng nam để đến thác.

## Thắng cảnh liên quan
Cách thác Nặm Tạu 5 km hướng đông bắc là Thác Bản Ba trên dòng ngòi Ba ở vùng đất bản Ba xã Trung Hà huyện Chiêm Hóa tỉnh Tuyên Quang. Thác Bản Ba đã được công nhận là danh thắng quốc gia năm 2007.22°20′15″B 105°04′04″Đ / 22,337427°B 105,067892°Đ